# Rubus suberectiformis
Rubus suberectiformis är en rosväxtart som beskrevs av Sudre.. Rubus suberectiformis ingår i släktet rubusar, och familjen rosväxter. Inga underarter finns listade i Catalogue of Life.